# Gonçalo Robalo
Gonçalo Robalo é um jovem actor português que participou no remake de Vila Faia, interpretando o papel Rui dos Anjos. Actualmente Gonçalo participa na série de televisão Morangos com Açúcar interpretando o papel de Mateus Sá.

## Televisão
- Participação especial, em O Mistério da Estrada de Sintra, de Jorge Paixão da Costa, 2007
- Elenco principal, Rui dos Anjos em Vila Faia, RTP1, 2008
- Elenco principal, Mateus Sá em Morangos com Açúcar (6ª Temporada), TVI, 2008/2009
- Elenco secundário, Young Tiago em Doce Tentação, TVI, 2012
- Elenco principal, Guga em Jogos Cruéis (telefilme), RTP1, 2012
- Elenco adicional, Assaltante em Louco Amor, TVI, 2012